# Cocculinellidae
Cocculinellidae is een familie van weekdieren uit de klasse van de Gastropoda (slakken).

## Taxonomie
- Cocculinella Thiele, 1909[2]